# Gideon Adlon
Gideon Adlon (Los Angeles, 30 marzo 1997) è un'attrice statunitense.

## Biografia
Gidelon è figlia del regista tedesco Felix O. Adlon e dell’attrice Pamela Adlon, nonché nipote di un altro regista, Percy Adlon; ha due sorelle, Valentine (Rocky) e Odessa A’zion, anch’essa attrice.
Conosciuta grazie al suo ruolo di interprete nel film Giù le mani dalle nostre figlie e serie tv The Society, ha iniziato la sua carriera d'attrice in televisione nel 2011 nella serie Louie. Successivamente è apparsa nella serie di Disney Channel Girl Meets World e in Criminal Minds. Ha lavorato anche in due episodi della serie American Crime.

## Filmografia

### Cinema
- Giù le mani dalle nostre figlie (Blockers), regia di Kay Cannon (2018)
- The Mustang, regia di Laure de Clermont-Tonnerre (2019)
- Il rito delle streghe (The Craft: Legacy), regia di Zoe Lister-Jones (2020)
- Witch Hunt, regia di Elle Callahan (2020)
- Sick, regia di John Hyams (2022)
- Miller's Girl, regia di Jade Halley Bartlett (2024)

### Televisione
- The Society – serie TV, 10 episodi (2019)
- The Thing About Pam – miniserie TV, 6 episodi (2022)

### Doppiatrice
- Pacific Rim - La zona oscura (Pacific Rim: The Black) – serie animata (2021-2022)
- Terminator Zero – serie animata (2024)

## Doppiatrici italiane
Nelle versioni in italiano delle opere in cui ha recitato, Gideon Adlon è stata doppiata da:
- Margherita De Risi ne Il rito delle streghe, Miller's Girl
- Alice Venditti in Giù le mani dalle nostre figlie
- Giulia Tarquini in The Society